# 碇順治
碇 順治（いかり じゅんじ、1948年 - ）は、スペイン学者。日西翻訳通訳研究塾塾頭。

## 来歴
大阪府寝屋川市生まれ。1971年英知大学外国語学部スペイン語科卒業。1975-77年サラマンカ大学に学ぶ。78年再びスペインに渡り、マクロビオティック運動に共鳴、食品会社を設立。81年帰国。1992-2000年スペイン大使館金融・財務参事官補佐（スペイン銀行東京代表事務所）、「日西翻訳研究塾」主宰、拓殖大学非常勤講師・外務省研修所講師を務めた。2000年から日西翻訳通訳研究塾塾頭。

## 単著
- 『スペイン静かなる革命 フランコから民主へ』彩流社 1990
- 『現代スペインの歴史 激動の世紀から飛躍の世紀へ』彩流社 2005

## 共編
- 『現代スペイン情報ハンドブック』坂東省次、戸門一衛共編 三修社 2004
- 『スペイン』編 河出書房新社 ヨーロッパ読本 2008
- 『スペイン文化入門』 佐々木孝著　彩流社 2015

## 翻訳
- フアン・ボニージャ『パズルの迷宮』監訳 沢村凜、ITT共訳 朝日出版社 2005